# Atherix lantha
Atherix lantha är en tvåvingeart som beskrevs av Webb 1977. Atherix lantha ingår i släktet Atherix och familjen bäckflugor.
Artens utbredningsområde är Québec. Inga underarter finns listade i Catalogue of Life.